# Береза Клокова
Береза Клокова (Betula klokovii Zaver.) — дерево родини березових (Betulaceae), реліктовий ендемічний вузьколокальний вид, споріднений з Betula pubescens.

## Назва
Вид описав український ботанік Борис Заверуха і назвав його на честь свого учителя, українського ботаніка і поета, що описав близько шестисот нових видів квіткових рослин, відкрив два десятки досі невідомих науці рослин, Михайла Клокова.

## Поширення
Береза Клокова поширена в Кременецьких горах (гори-останці Страхова, Маслятин, розташовані на території Національного природного парку "Кременецькі гори"). Місця зростання: вапнякові скелі, вапняково-піщані. Локальні популяції нечисленні (39 дерев). Зміна чисельності відбувається через природне згасання виду, обмеженість ареалу, слабке насіннєве відновлення.

## Загальна характеристика
Листопадне дерево заввишки до 12 м, рідко до 20 м. Кора на стовбурах матово-біла, не відшаровується, горбкувата, з великою кількістю чорно-сірих плям, при основі стовбурів чорно-сіра, глибоко потріскана; тонкі гілки — повислі, з вишневобурою корою, молоді гілки опушені, іноді — зі смолистими бородавочками. Листки цупкі, шкірясті, зубчасті, 25-55 мм завдовжки, 15-40 мм завширшки, трохи шкірясті, з 5-7 парами бічних жилок, зверху темнозелені, майже голі, знизу сірувато-зелені, густо вкриті жовтувато-коричнюватими крапчастими залозками, в кутах жилок з борідками рудуватих волосків; нерівно-подвійно-пилчастозубчасті. Квітки зібрані у сережки. Чоловічі сережки 30-55 мм завдовжки; жіночі на час цвітіння циліндричні, 9-17 мм завдовжки. Плід — однонасінний горішок з плівчастими крильцями. Цвіте у травні. Плодоносить у липні. Розмножується насінням. Фанерофіт.

## Охорона
Природоохоронний статус виду — зникаючий. Охороняється Національному природного парку "Кременецькі гори". Рекомендується вирощувати у ботанічних садах. Необхідно постійно контролювати стан популяцій виду.